# 夢見る男子は現実主義者
『夢見る男子は現実主義者』（ゆめみるだんしはげんじつしゅぎしゃ）は、おけまるによる日本のライトノベル。イラストはさばみぞれが担当している。「小説家になろう」にて2018年12月から連載されており、書籍版がHJ文庫（ホビージャパン）より2020年6月から刊行されている。「HJネット小説大賞2019」大賞受賞作。
メディアミックスとして吉北ぽぷりによる漫画版が『少年エースplus』（KADOKAWA）にて、2021年3月26日から2024年3月22日にかけて連載された。また、テレビアニメが2023年7月から9月まで放送された。

## あらすじ
佐城渉は同じクラスの美少女・夏川愛華にアプローチしては断られる、というやりとりを続けていたが、ある日突然、渉は自分が愛華に分不相応ではと気づいて熱が冷めてしまい、愛華と距離を置き始める。しかしそれに対して愛華は嫌われたのかと勘違いし、愛華の方から関わり始める。

## 登場人物
声の項はテレビアニメ版における声優。
佐城 渉（さじょう わたる）
声 - 宮瀬尚也
本作の主人公。私立鴻越高校生徒。特徴と呼べるものが無く、山崎曰く「いろいろと普通」。だが要領がよく、隠れ高スペックでもある。中学時代から愛華に一目惚れし、アプローチを続けていた。しかしある日、いつものようにアプローチをしていた矢先にサッカーボールが頭に当たりかけた際に突然愛華との格差に気づいて自信を喪失し、自身の迷惑行為を反省して距離を取り始める。
愛華のことを名前で呼んでいたが、最後に振られた後、夏川と名字で呼ぶようになる。
アニメ版では学校説明会での会話を通して距離を取るのをやめ、愛華のことも名前呼びに戻った。ただし、原作では距離を取るのと名字で呼んでいるのは続けている。
その結果、視野が広くなり影響を与えたゆゆ先輩や凛先輩に溺愛されるようになる。
夏休み中に本屋（アニメ版での名前は浜南書店）にてバイトを始めたところ、弟光太を苛めから助けた縁で笹木風香と出会い、親しくなる。また深那がバイトの後輩になったことから始まり、一ノ瀬家の問題を仲裁することになった結果、深那に懐かれる。
夏川 愛華（なつかわ あいか）
声 - 涼本あきほ
本作のヒロイン。私立鴻越高校生徒。クラス一の美少女と言われる優れた容姿は勿論、勉強もできる才色兼備。少々、ツンデレの気があり、渉のことはアプローチは鬱陶しいという態度をとりながらも、そのやり取りを満更でもないと思っていた。しかし渉が前触れも無く突然距離を置き始めたことで嫌われたのではと思い込み、自分から渉に関わるようになる。
渉のことはアンタと呼んでいたが、学校説明会での会話の後、「渉」と名前で呼ぶようになる。
渉の変貌から次第に関わりが少なくなっており、夏休みでは直接会うことは殆どなく、ビデオ電話とメッセージでのやり取りのみとなっていた。逆に渉の存在により近づかなかった周囲から声を掛けられることは多くなったが、当人は渉の事が気になって仕方がない。
中学時代、食堂で転んで食事をひっくり返した渉に対し、誰も助けてくれない所に自分を重ねて声をかけたことをきっかけに渉に一目惚れされ、執拗なアプローチを受けるようになる。この時、クラス内で孤立していたが、渉の執拗なアプローチを受ける姿を心配したクラスメイトから声を掛けられるようになり、クラスの輪に入れるようになった、という経緯がある。
アニメ版では学校説明会中にようやく渉が関わってこないことで自分が寂しさを感じていることを自覚。風香と仲のいい渉を見て、自分から遊びに誘った。
芦田 圭（あしだ けい）
声 - 花守ゆみり
愛華の親友。私立鴻越高校生徒。コミュ力高めでバレー部所属の元気印。渉のことは「さじょっち」、愛華は「愛ち」と呼ぶ。
渉をからかって遊んではいるが、渉と愛華の仲を応援している。
原作及びコミカライズ版では席替えで愛華と離れた渉を「寂しい？」とからかっていたが、「寂しくなんかねぇよ、お前が居るし」と返され、目を見開いて頬を赤く染め「愛ちじゃなくてアタシでも良いの…？」と聞き返すなど渉への好意が見える。
佐城 楓（さじょう かえで）
声 - 小松未可子
渉の姉。私立鴻越高校生徒。生徒会副会長を務めている。渉は彼女に頭が上がらず家の中では粗暴にふるまっており、渉をこき使っている。
校則違反のバイトなど渉の弱みを握っており、度々生徒会の仕事を手伝わせている。
突然愛華への態度を変えたことに自分が度々渉を貶していたことが原因と勘違いし、更に以前目撃した恋に挫折した女子と同じことにならないかと落ち込み、渉を避け始めた。しかし渉との会話により元の対応に戻る。
結城 颯斗（ゆうき はやと）
声 - 染谷俊之
生徒会長。イケメンで性格が良い…と周囲から思われてるが、打算で動くことが多く、原作小説では愛華が文化祭実行委員で先輩に仕事を押し付けられ軽い苛めにあってるのを知ったうえで黙認し、そのことをネタに渉に自発的という名の生徒会の手伝いを強要する・楓を嵌めてファッションショーに無理やり出場させその尻拭いを渉に押し付けるなど、とんでもない奴である(無関係の渉に生徒会の仕事を強要したこと・自分を嵌めたことでいずれも楓からガチの制裁をうけている)。東雲の許婚だが本人に愛情はなく放置している。いずれも原作小説のみでアニメ版では本性は描写されていない。
花輪 蓮󠄁二
声 - 梶田大嗣
生徒会員。
甲斐 拓人
声 - 荒井洸貴
生徒会員。
四ノ宮 凛（しのみや りん）
声 - 石原夏織
風紀委員長。クールビューティーな性格。かつて楓と一悶着あった様だが現在は親友関係。
「カリスマ風紀委員長」としてかなり有名。
風紀委員の雰囲気が悪くなっていることを気にしており、たまたまゆゆとトラブルになった渉と接触し、アドバイスを求めた。結果、ゆゆが懐いたことで渉を信頼し、周囲に良い影響を与える人柄を認め、風紀委員に入れようと考えている。
ゆゆを嫁、綾乃をお母様と位置付けており、渉を弟にしたがる。
稲富 ゆゆ（いなとみ ゆゆ）
声 - 安齋由香里
風紀委員。かわいらしい風貌だが当の本人は男性に苦手意識を持っている。
渉とゆゆがぶつかり、ゆゆがそのまま逃げたことがきっかけで、風紀委員と渉が関わりを持つようになる。
その後渉に逃げたことを謝罪はしたが、風紀委員長の凛を連れてきたせいで真剣味が欠けていると見なされ、謝罪を真剣に受け止めてはくれなかった。
しかしその後自信が付き、男子にも普通に対応できるようになった。特に渉に対しては手を握るなど積極的にアプローチを行っている。
三田 綾乃
声 - 奥井ゆうこ
風紀委員。ゆゆを溺愛している。そのため当初はゆゆや凜に溺愛される渉に対し懐疑的であったが、風紀委員の手伝いを要領よく積極的にこなす渉を見て「正直舐めていた」と考えを変え謝罪する。
巨乳であり、原作では渉にヘッドロックをかけた際、後頭部の感触が痛みを超えるほど素晴らしく、渉をしばらく悶々とさせた。
一ノ瀬 優（いちのせ ゆう）
声 - 赤坂柾之
風紀委員。やや太り気味の体型。風紀委員唯一の男性。
妹の深那との仲は良いが、由梨との交際現場を見られたことでギクシャクし始める。
後に深那がバイトをしている本屋（アニメ版での名前は浜南書店）に現れ、深那の内心を理解しないまま連れ戻そうとするが、渉の仲裁によりそのままバイトを続けることを認めた。
一ノ瀬 深那（いちのせ みな）
声 - 佐伯伊織
渉のクラスメイト。私立鴻越高校生徒。小柄で大人しい性格の文学少女。声が小さく小心者。渉が働いている本屋（アニメ版での名前は浜南書店）の店主からは可愛がられており、常連となっている。
夏休み中にその本屋でバイトを始めるが、小心者が災いして接客できず、渉から発破をかけられて拙いながらも接客できるようになった。
風紀委員に所属する兄の優との仲は良い。しかし兄と女性が仲良くしている場面を目撃し、兄の恋愛を応援し自分は兄離れをしようとして本屋のバイトを始めた。
その後、本屋の常連となった風香と出会い、読書仲間として仲良くなり、本の貸し借りや意見交換をするようになる。
後に優と由梨に連れ戻されそうになるが、渉の仲裁によりそのままバイトを続けることとなった。
登場当初は前髪が長く目が隠れていたが、渉の指摘により前髪を切り、目を出すようになる。
兄との一件以降は渉に好意を抱き、兄によく渉の話をするようになった。
花岡 由梨
声 - 岩井映美里
一ノ瀬優の彼女。優との交際現場を見られたことで、不本意ながら兄妹仲に亀裂を入れてしまう事態となった。
山崎 拓郎
声 - 細田健太
渉の友達。イケメンだが中身が残念。
佐々木 貴明
声 - 室元気
渉のクラスメート。サッカー部。
イケメンで山崎と違い中身も優れているためモテる。
粘着質な妹の有希がおり、何かある度に膨大な数の着信やメールを受ける。
渉が愛華へのアプローチを辞めたのをきっかけに、愛華へアプローチを始める。しかし肝心の愛華は離れていった渉の事ばかり気にしているため、殆ど進展は無い。
田端 博人
声 - 丹羽哲士
渉のクラスメート。
古賀 亜里沙
声 - 真野あゆみ
渉のクラスメート。いわゆる下品な女子
白井 乃々香
声 - 園山ひかり
愛華のクラスメート。可愛い子が大好きで、愛莉や深那にメロメロである。
岡本 葵
声 - 岡村明香
愛華のクラスメート。渉からは岡本っちゃんと呼ばれる。可愛い子が大好きで、愛莉や深那にメロメロである。
飯星 聖奈
声 - 大西綺華
クラス委員長。下品な子が嫌い
大槻 めぐみ
声 - 劉セイラ
佐城や愛華らの所属するクラスの担任の先生。女性教師。アニメ版ではフルネームが出ていないが、原作には登場している。
笹木 風香（ささき ふうか）
声 - 栗坂南美
本屋（アニメ版での名前は浜南書店）のバイト中の渉が、風香の弟光太が虐められているところを助けた事件をきっかけに出会い、知り合った大人びた女性。
渉は当初、お姉さんのような雰囲気や体型から女子大生と思い込んでいたが、実際は美白浜中学校の中学3年生。中学生とは思えないほどの巨乳を持っている。アニメ版では中学生と判明するタイミングが異なる。
ファッションにはあまり興味が無く、小学生の時に買った服を着続けている。
読書が趣味で渉がバイトしている本屋の常連になり、後にバイトとして入った深那とも読書仲間として仲良くなる。
人付き合いは相手が年上だろうとグイグイ迫るタイプで男女問わず距離が近く、頻繁にボディタッチを行って渉をドギマギさせたり、出会ったばかりの深那に質問攻めをして困らせている。
中学のクラスメイトとの仲はいいが、「少女漫画の世界を拗らせてる」「ド天然」などと言われ、学校外での印象とは違いいじられキャラとなっている。
学校説明会に中学の友人と共に参加し、アニメ版では愛華が見ている中で渉と遭遇。夏休み中の渉の行動を愛華が知るきっかけとなった。
藍沢 レナ（あいざわ れな）
声 - 松本沙羅
有村和樹の彼女。渉とは趣味が合い一時的に彼女と誤解されるような関係と周囲に思われていた。
有村 和樹
声 - 神田優
藍沢レナの彼氏。
夏川 愛莉（なつかわ あいり）
声 - 春野杏
愛華の妹。5歳くらい。天真爛漫な女の子。
渉に対しては初対面の時点でかなり懐いており、他の人に対してよりも積極的に遊ぼうとする。舌足らずで「わたる」と呼べないため、「サジョー」と呼んでいる。
佐々木 有希（ささき ゆき）
声 - 咲々木瞳
貴明の妹。美白浜中学校の中学3年生。粘着質かつブラコンで、兄に女の影が見える度に膨大な数の着信やメールで問い詰めている。
アニメ版ではスマートフォンの絵文字やメッセージに被る声でしか登場していないが、姿はオープニング映像や第4話のアイキャッチに登場している。
東雲・クロディーヌ・茉莉花（しののめ - まりか）
声 - 奈波果林
生徒会長を狙っている女生徒。颯斗の許嫁。
生徒会長になるため愛華を取り込もうとしたが、渉のツッコミにより失敗する。
自分の力を認めず颯斗の近くに入る楓を敵視している。
園田 ひより
声 - 高岸美里亜
茉莉花の取り巻き。
五十川 薫子
声 - 星ノ谷しずく
茉莉花の取り巻き。

## 評価
2020年8月、ラノベニュースオンラインアワード2020年6月刊のアンケートにて、新作総合部門と新作部門の2部門で選出された。

## 既刊一覧

### 小説
- おけまる（著）・さばみぞれ（イラスト） 『夢見る男子は現実主義者』 ホビージャパン〈HJ文庫〉、既刊8巻（2023年4月1日現在）
  1. 2020年6月1日初版発行（同日発売[10]）、ISBN 978-4-7986-2206-4
  2. 2020年9月1日初版発行（同日発売[10]）、ISBN 978-4-7986-2289-7
  3. 2020年12月1日初版発行（同日発売[10]）、ISBN 978-4-7986-2368-9
  4. 2021年5月1日初版発行（同日発売[10]）、ISBN 978-4-7986-2490-7
  5. 2021年10月1日初版発行（同日発売[10]）、ISBN 978-4-7986-2622-2
  6. 2022年3月1日初版発行（同日発売[10]）、ISBN 978-4-7986-2755-7
  7. 2022年8月1日初版発行（同日発売[10]）、ISBN 978-4-7986-2891-2
  8. 2023年4月1日初版発行（同日発売[10]）、ISBN 978-4-7986-3144-8

### 漫画
- おけまる（原作）・吉北ぽぷり（漫画）・さばみぞれ（キャラクター原案） 『夢見る男子は現実主義者』 KADOKAWA〈角川コミックス・エース〉、全5巻
  1. 2021年9月25日発売[2][11]、ISBN 978-4-04-111932-7
  2. 2022年3月25日発売[12]、ISBN 978-4-04-112392-8
  3. 2022年11月25日発売[13]、ISBN 978-4-04-112968-5
  4. 2023年6月26日発売[14]、ISBN 978-4-04-113821-2
  5. 2024年3月26日発売[15]、ISBN 978-4-04-114663-7

## テレビアニメ
2022年11月にテレビアニメ化が発表され、2023年7月より9月までテレビ東京ほかにて放送された。
原作では特定の舞台が設定されていなかったが、アニメ化に際して「リアリティーや共感性を求める」ために、自然環境や中心街等のロケーションが豊富な浜松市がモデル地として選ばれている。また、2022年11月18日に公開されたプロモーション動画には浜松駅近くのアクト通りが登場し、学校（私立鴻越高校）も浜松市立高等がモデルになっている。

### スタッフ
- 原作 - おけまる[18]
- キャラクター原案 - さばみぞれ[18]
- 監督 - 古賀一臣[18]
- シリーズ構成 - 横手美智子[18]
- キャラクターデザイン - 小関雅[18]
- メインプロップ設定 - コレサワシゲユキ、灯夢[18]
- 美術設定 - 小高みちる[18]
- 美術監督 - 柴田千佳子[18]
- 色彩設計 - 店橋真弓[18]
- 特殊効果 - 福田直征[18]
- 撮影監督 - 山本聖[18]
- 編集 - 武宮むつみ[18]
- 音響監督 - 高桑一[18]
- 音響制作 - ダックスプロダクション[18]
- 音楽 - 佐高陵平[18]
- 音楽制作 - ポニーキャニオン[18]
- 音楽プロデューサー - 渡部直
- プロデュース - MAGNET[18]
- プロデューサー - 北林俊哉、和田雄一郎、鹿志村絵美、久保田暁
- アニメーションプロデューサー - 富岡哲也[18]
- アニメーション制作 - Studio五組、AXsiZ[18]
- 製作 - 『夢見る男子は現実主義者』製作委員会

### 主題歌
「Paraglider」
石原夏織によるオープニングテーマ。作詞・作曲は渡辺翔、編曲はHAMA-kgn。
「#夢は短し恋せよ乙女」
夏川愛華（涼本あきほ）によるエンディングテーマ。作詞・作曲・編曲は山崎寛子。

### 各話リスト
| 話数   | サブタイトル                                                             | 脚本       | 絵コンテ            | 演出       | 作画監督                                                                             | 総作画監督 | 初放送日      |
| ------ | ------------------------------------------------------------------------ | ---------- | ------------------- | ---------- | ------------------------------------------------------------------------------------ | ---------- | ------------- |
| 第1話  | 好きだ。付き合ってくれ                                                   | 横手美智子 | 古賀一臣            | 古賀一臣   | 鐘文山 片岡英之                                                                      | 小関雅     | 2023年 7月4日 |
| 第2話  | どうぞ。スペアの三角チョコパイです                                       | 横手美智子 | 藏本穂高            | 藏本穂高   | 鐘文山 片岡英之 高梨光 服部憲知 Revival RadPlus マスケット グレーン                  | 小関雅     | 7月11日       |
| 第3話  | 夏服を薄着って言うのやめてくんない？                                     | 金谷沙織   | 島津裕行            | 能見昌照   | Park Ae-ri Kim Bong-deok Jeong Jin-yeong Choi Eun-yeong Park Young-umi               | 田津奈々子 | 7月18日       |
| 第4話  | ダークブラウン？なんかカッコ良い響きだな                                 | 金谷沙織   | 藤中達也            | 藤中達也   | 山本正嗣 星和伸 高梨光 Revival                                                       | 津幡佳明   | 7月25日       |
| 第5話  | 開けちゃう？開けちゃう？中見ちゃう？                                     | 横手美智子 | 島津裕行            | 佐々木純人 | 崔舒婷 片岡英之 studioレオ Animore                                                   | 小関雅     | 8月1日        |
| 第6話  | 一学期終了記念パフェ！                                                   | 横手美智子 | たなべしんじ        | 藏本穂高   | 永田有香 服部憲知 池田竜也 崔舒婷 山本真嗣 馮含露 ワンオーダー                       | 小関雅     | 8月8日        |
| 第7話  | 女子大生って、マジすげぇ                                                 | 金谷沙織   | 倉科つばさ 古賀一臣 | 佐々木純人 | 栗原基樹 松村康功 無錫櫻花アニメーション 鐘文山                                      | 津幡佳明   | 8月15日       |
| 第8話  | ギルティすぎない？                                                       | 金谷沙織   | 大嶋博之            | 能見昌照   | Song Hyeon-ju Jo Hye-jeong Ha Yeon-jeong Yun Jeong-hye Choi Eun-yeong Park Young-uhi | 田津奈々子 | 8月22日       |
| 第9話  | コーヒー。8：2くらいでミルクね。 砂糖小さじ1、キャラメルパウダーも宜しく | 金谷沙織   | 藤中達也            | 藤中達也   | 中山智貴 服部憲知 馮含露 RadPlus Revival ワンオーダー グレーン リブート              | 山内尚樹   | 8月29日       |
| 第10話 | 足がもう発射5秒前だから                                                  | 横手美智子 | 島津裕行            | 佐々木純人 | 関鵬 李思佳 周佩明 徐闖 陳洁琼 劉軍 劉定福 孫振興                                    | 小関雅     | 9月5日        |
| 第11話 | 汗のにおいがする……いっぱい働いたんだ                                     | 横手美智子 | 大嶋博之            | 藏本穂高   | 山本正嗣 小島唯可 鐘文山 崔舒婷                                                      | 津幡佳明   | 9月12日       |
| 第12話 | だって、アンタは私の居場所なんだから                                     | 横手美智子 | 古賀一臣            | 古賀一臣   | 永田有香 服部憲知 山本真嗣 中山智貴 馮含露 高橋紀子 崔舒婷 菊池一真 片岡英之         | 小関雅     | 9月19日       |

### 放送局
| 放送期間               | 放送時間                     | 放送局     | 対象地域   | 備考                                            |
| ---------------------- | ---------------------------- | ---------- | ---------- | ----------------------------------------------- |
| 2023年7月4日 - 9月19日 | 火曜 2:00 - 2:30（月曜深夜） | テレビ東京 | 関東広域圏 |                                                 |
|                        | 火曜 23:30 - 水曜 0:00       | AT-X       | 日本全域   | CS放送 / 字幕放送 / リピート放送あり            |
| 2023年7月5日 - 9月20日 | 水曜 0:30 - 1:00（火曜深夜） | BS日テレ   | 日本全域   | 製作参加 / BS/BS4K放送 / 『アニメにむちゅ〜』枠 |
|                        | 水曜 3:30 - 4:00（火曜深夜） | 毎日放送   | 近畿広域圏 | 『アニメ特区』第3部                             |
| 2023年7月6日 - 9月28日 | 木曜 1:25 - 1:55（水曜深夜） | 静岡放送   | 静岡県     | 『スーパーアニメ6区』枠 / 作品のモデル地        |

インターネットではABEMAにて地上波同時・独占先行配信。
| テレビ東京 火曜 2:00 - 2:30（月曜深夜）     | テレビ東京 火曜 2:00 - 2:30（月曜深夜） | テレビ東京 火曜 2:00 - 2:30（月曜深夜）          |
| 前番組                                      | 番組名                                  | 次番組                                           |
| ------------------------------------------- | --------------------------------------- | ------------------------------------------------ |
| 異世界はスマートフォンとともに。2 ※AT-X製作 | 夢見る男子は現実主義者 ※BS日テレ製作    | B-PROJECT〜熱烈*ラブコール〜 ※BS日テレ・AT-X製作 |

### BD
| 巻 | 発売日         | 収録話         | 規格品番       | 規格品番   |
| 巻 | 発売日         | 収録話         | きゃにめ限定版 | 通常版     |
| -- | -------------- | -------------- | -------------- | ---------- |
| 1  | 2023年11月22日 | 第1話 - 第4話  | SCXG-00261     | PCXG-50831 |
| 2  | 2023年12月20日 | 第5話 - 第8話  | SCXG-00262     | PCXG-50832 |
| 3  | 2024年1月24日  | 第9話 - 第12話 | SCXG-00263     | PCXG-50833 |

### WEBラジオ
『夢見る男子は現実主義者　夢見る？現実放送部！』が、佐城渉役の宮瀬尚也と夏川愛華役の涼本あきほのパーソナリティで、2023年7月3日から音泉にて毎週月曜日に配信される。